# Морковница восточная
Морко́вница восто́чная (лат. Astrodaucus orientalis) — двулетнее травянистое растение; вид рода Морковница (Astrodaucus) семейства Зонтичные (Umbelliferae). Название происходит от лат. orientalis — «восточный»

## Ботаническое описание
Стебель округлого вида, сизый; обычно голый. Листья перисторассечённые. Центральный зонтик крупный, многолучевой. Плод около 5-7 мм длины. Подстолбие коническое с прямым столбиком. Цветёт на второй год; в июне — августе, плодоносит с июля по сентябрь. Эфирномасличная, декоративная.

## Распространение и местообитание
Юг Европы (до Прибалтики), Кавказ, Казахстан, искусственно выведен в Чехии. Произрастает обычно на горных склонах, пустырях. На Украине растёт на берегах Чёрного и Азовского моря, входит в число регионально редких растений в Запорожской области.